# Ferias de Ayerbe
Ricardo Monreal narraba en septiembre de 1933 que, el 30 de junio de 1510, el rey don Fernando El Católico concedió en Monzón, al señor de Ayerbe, don Hugo Jordán de Urriés (VIII Señor), el privilegio de celebrar dos ferias cada año, aprovechándose del impuesto de los derechos de feria.
Ayerbe cuestionó los derechos, litigió durante más de un siglo y al final la ley de 1811, las Cortes de Cádiz y la ley de 1823 dieron por abolidos aquellos privilegios.
Tuvo esta Villa privilegio del rey Felipe V para celebrar mercado los jueves de cada semana, en los que se comerció con abadejo, arroz, judías, aceite, alpargatas, especiería, soguería, jabón, etc. Este mercado se pasó con los años al sábado y se dedicó casi por exclusivo al ganado porcino; desapareció a mitad del siglo XX a causa de una epidémia.
De las dos ferias que tenían lugar en Ayerbe, la denominada de los Gitanos o del Hambre, que se celebraba desde el 6 al 8 de mayo, y la de San Mateo, que se tenía entre los días 17 al 21 de septiembre, fue esta última la que alcanzó mayores cotas de popularidad y fama así como de una vida más larga.

## Ferias de San Mateo
Nacieron por la necesidad de establecer cauces para efectuar transacciones comerciales y dar salida a los productos agrícolas y hortofrutícolas que se cultivaban y producían y que resultaban excedentes; igualmente eran los momentos idóneos (fin de la etapa veraniega) para el abastecimiento de cierta clase de productos que se daban en el llano por parte de las poblaciones de la montaña, que carecían de ellos por diversas circunstancias.
Las ferias tuvieron su reglamentación, muy estricta y amplia por cierto (para evitar que se cometieran abusos, fraudes o engaños), e igualmente tenían una serie de ventajas para quienes acudían a ellas, como la seguridad, la rebaja en algunos impuestos, la posibilidad del libre cambio, etc. Igualmente ofrecían la posibilidad de mayor número y variedad de género a vender y comprar así como la disparidad de procedencias de quienes a ellas acudían.
A partir del siglo XVIII cobraron todavía más auge, si cabe, merced a la gracia especial concedida por Fernando VI al Marqués de Ayerbe y al hecho de ir convirtiéndose la Villa en nudo de comunicaciones y cabecera de una importante subcomarca aparte de ser una población muy importante en el trayecto Zaragoza a Jaca. Esto último aconteció con los medios de transporte que empezaron a surgir entre los siglos XIX y XX.
Desde entonces hasta el día de hoy estas Ferias han pasado por tres etapas.

### Primera etapa
Es la que tuvo una vida más prolongada; abarca desde su creación, tal vez allá por el siglo XVI, pasando por su época de mayor esplendor (siglos XIX y primera mitad del XX) hasta su desaparición en la década de los sesenta del pasado siglo XX.
Las plazas (Alta y Baja) y las eras de la Villa eran un hervidero y un continuo ir y venir de gente; en las primeras se instalaban los famosos charlatanes así como puestos para la venta de género tan dispar como fajas, quinquillería, juguetes, armas de fuego,melones, cebollas, ajos, sandías, etc., que se mezclaban con el ganado mular y de cerda que se exponía para su venta, estos últimos principalmente en la plaza Alta. Las eras eran el sitio reservado para el ganado vacuno. Paralelamente también se ofertaban bailes así como gran variedad de diversiones y distracciones, tanto para las personas mayores como para la grey infantil.
Al coincidir con la matanza del cerdo, las señoras de la casa colocaban en la puerta una mesa cubierta con manteles muy limpios, sobre los que reposaban las piezas del animal que eran puestas a la venta.
Al lado de la puerta principal de las casas que vendían vino, colgaba un ramo de hiedra que, según su grado de marchitez, indicaban el tiempo que la cuba estaba empezada.
Dado el gran número de visitantes, cantidad de casas ofrecían habitaciones por las que se cobraban desde 10 céntimos de peseta (perra gorda) hasta 25 céntimos de peseta(un real).
En las ferias, como en las romerías, también se concertaban bodas, ya que ante todo primaban los intereses de las casas o familias y asimismo se ajustaban los contratos de trabajo para servir en las casas, los cuales comenzaban a surtir efectos a partir del día de san Miguel, 29 de septiembre,hasta la misma fecha del siguiente año.
De entre los asistentes, cabe destacar que los gitanos eran la comunidad que podríamos calificar como de “cliente fija y asidua” de estas ferias..
Con la llegada en los años sesenta del boom industrial y la mecanización del campo las Ferias de San Mateo dejaron de tener razón de ser, extinguiéndose paulatinamente hasta desaparecer totalmente al no saberse adaptar a las nuevas corrientes..

### Segunda etapa
En 1979 el Ayuntamiento de Ayerbe, bajo la responsabilidad del entonces Concejal de Iniciativas, Eduardo Orleans Carcavilla, y con la colaboración de su Comisión, retomando esa tradición lúdico-ferial que se había perdido, revivió, de nuevo y en parte, estas ferias, adaptándolas a las exigencias de los nuevos tiempos  y haciéndolas coincidir  con las fiestas patronales en honor de Santa Leticia; en primer lugar se llevaban a cabo los días 10, 11 y 12 pero después se pasaron a los días de las fiestas patronales que coincidían con el fin de semana. 
En esta nueva etapa, de 25 a 30 stands presentaban al público maquinaria agrícola, automóviles, libros, flores, máquinas de coser, joyería. También había un puesto de venta de miel de romero y, siguiendo la tradición de la antigua feria, Felipe Romeo (Belchite) comerciante de la localidad, exponía y ponía a la venta ajos, cebollas, melones, etc.

### Tercera etapa
Viene realizándose desde el año 1996, bajo la denominación de Feria de Alternativas Rurales del Prepirineo, propiciada por el CiderPrepirineo. Tiene lugar el domingo más cercano al 21 de septiembre, festividad de san Mateo, a quien le estaban dedicadas las antiguas Ferias, y en su aspecto organizativo se alternan cada año las plazas Alta (Plaza de Aragón) y Baja (Plaza de Ramón y Cajal) para la instalación de las diferentes casetas; en caso de lluvia, se traslada al Pabellón Polideportivo.
Como en la época anterior, se exponen productos requeridos y producidos por la sociedad actual aunque sin olvidarse también de los oficios antiguos (algunos ya desaparecidos) y las labores tradicionales; así junto a puestos donde asimismo se ofrecen al público cebollas y ajos los hay donde se elaboran, artesanalmente, fideos, objetos de cristal y de madera, se hacen trabajos de calceta o se talla la piedra; hay muebles antiguos expuestos, publicaciones sobre la zona, se realizan visitas guiadas por la Villa para dar a conocer su casco urbano y sus monumentos, etc. 
En cierta ocasión se llegó a realizar una matacía de cerdo. En las últimas ediciones asiste a la Feria una representación de la localidad francesa de Poucharramet (hermanada con Ayerbe) y, desde hace dos años, se concede una distinción (La Dama de la Feria) a aquella institución, entidad o persona que se ha estimado merecedora de ella por su labor en pro de la Feria o por su entrega a favor de la conservación de los trabajos artesanales.